# Manuel Rojas
Manuel Antonio Rojas Zúñiga (13 de juny de 1954) és un exfutbolista xilè.

## Selecció de Xile
Va formar part de l'equip xilè a la Copa del Món de 1982.
Començà a jugar a Xile al Palestino. Més tard passà pel Club América de Mèxic i Universidad Católica de Xile. El 1983 marxà als Estats Units a Tampa Bay Rowdies de la North American Soccer League (NASL).
El 25 de setembre de 2012, fou nomenat entrenador del Chicago Soul de la MISL.